# Pizzo Stella
Der Pizzo Stella ⓘ (deutsch Martschenspitz) ist ein Berg nördlich der italienischen Gemeinde Chiavenna mit einer Höhe von 3163 m s.l.m. Aufgrund seiner Lage bietet der Gipfel eine hübsche Aussicht. Bei günstiger Fernsicht ist der rund 100 km entfernte Mailänder Dom zu sehen.

## Lage und Umgebung
Der Pizzo Stella ist Namensgeber der Pizzo-Stella-Gruppe, einer Untergruppe der Oberhalbsteiner Alpen. Der Gipfel am südlichen Ende des Stausees Lago di Lei liegt vollständig auf italienischem Gebiet der Region Lombardei. Der Berg befindet sich auf den Gemeindegebieten von Campodolcino, San Giacomo Filippo und Piuro in der Provinz Sondrio, während sich den Gipfel die Gemeinden Campodolcino und Piuro teilen.
Der Pizzo Stella wird im Norden vom Valle di Lei, einem Nebental des Averstals, im Westen durch das Val San Giacomo und im Südwesten durch das Bergell eingefasst. Der Gipfel verfügt über zwei Gletscher, im Nordosten der Gipfelpyramide liegt die Vedretta dello Stella und im Westen die Vedretta dei Morté.
Der Pizzo Stella weist vier Grate auf, die sich allerdings nicht auf dem Gipfel treffen. Über den Nord- und den Südgrat verläuft die Kontinentalwasserscheide Nordsee-Mittelmeer.
Im Südosten bietet der Passo di Lei (2661 m s.l.m.) einen Zugang zum Pizzo Stella. In unmittelbarer Nähe des Passes befindet sich das Bivacco Chiara (Giuriani) e Walter (Borzi) der Sektion Chiavenna des Club Alpino Italiano (C.A.I.). Im Nordwesten am Lago di Angeloga (2039 m s.l.m.) liegt mit dem Rifugio Chiavenna (2044 m s.l.m.) eine Schutzhütte ebenfalls des C.A.I. Chiavenna. Diese erreicht man von Campodolcino über Fraciscio oder Madesimo im Westen bzw. 
dem Valle di Lei im Osten über den Passo di Angeloga (2396 m s.l.m.).
Zu den Nachbargipfeln des Pizzo Stella gehören im Nordwesten der Pizzo Groppera (2948 m s.l.m.), im Norden der Monte Mater (3025 m s.l.m.) und der Piz Timun (auch Pizzo di Emet genannt) (3211 m), im Nordosten der Piz Bles (3044 m s.l.m.) und im Osten der Pizzo Rosso (3051 m s.l.m.) und die Cima da Lägh (3082 m s.l.m.); die letzten vier sind Grenzgipfel zur Schweiz.
Der am weitesten entfernte sichtbare Punkt liegt 302 km in südwestlicher Richtung und befindet sich in der französischen Gemeinde Saint-Étienne-de-Tinée.
Talorte sind Fraciscio, eine Fraktion von Campodolcino im Val San Giacomo, Chiavenna im Valchiavenna und Borgonuovo di Piuro sowie Castasegna im Bergell. Die häufigsten Ausgangspunkte sind Fraciscio über das Rifugio Chiavenna sowie die Staumauer des Lago di Lei (1932 m ü. M.).

## Routen zum Gipfel

### Sommerrouten

#### Über den Südwestgrat
- Ausgangspunkt: Rifugio Chiavenna (2044 m s.l.m.)
- via: die (Stand 2024) durch Gletscherschmelze weitgehend verschwundene Vedretta dei Morté, und daher über Moränenschutt zum Südwestgrat
- Schwierigkeit: L
- Zeitaufwand: 3 ½ Stunden

#### Durch das mittlere Couloir
Das große, 400 m lange, direkt zum Gipfel führende Couloir ist steinschlag- und lawinengefährdet.
- Ausgangspunkt: Rifugio Chiavenna, wie oben
- via: Vedretta dei Morté, Aufstieg auf den Südgrat (nicht einfach)
- Schwierigkeit: ZS
- Zeitaufwand: 3 ½ Stunden

#### Durch das Vittoria-Couloir
- Ausgangspunkt: Rifugio Chiavenna, wie oben
- Via: über den Vedretta dei Morté zum nördlichen Vorgipfel, danach in wenigen Schritten zum Hauptgipfel
- Schwierigkeit: ZS
- Zeitaufwand: 3 ½ Stunden

#### Durch das Federica-Couloir
- Ausgangspunkt: Rifugio Chiavenna, wie oben
- via: Vedretta dei Morté, gegen Osten zum Sattel am Südfuß des Stellino (ca. 2850 m s.l.m.)
- Schwierigkeit: WS
- Zeitaufwand: 3 ½ Stunden

#### Über den Nordost-Grat
- Ausgangspunkt: Staumauer Lago di Lei (1932 m ü. M.)
- via: Alpe Mottala (1949 m s.l.m.) und Alpe Scalotta
- Schwierigkeit: WS
- Zeitaufwand: 6 ½ Stunden (4 Stunden von Alpe Mottala)

#### Über den ganzen Nordgrat
- Ausgangspunkt: Rifugio Chiavenna oder Staumauer Lago di Lei
- via: Passo di Angeloga (2386 m s.l.m.), Pizzo Peloso (2780 m s.l.m.), Sattel am Südfuss des Stellino (ca. 2850 m s.l.m.)
- Schwierigkeit: ZS
- Zeitaufwand: 6 ¾ Stunden vom Rifugio Chiavenna oder 8 ½ Stunden von der Staumauer Lago di Lei (5 ½ Stunden vom Passo di Angeloga)
- Bemerkung: Man kann den Grat an verschiedenen Stellen erreichen. Die Gesamtüberschreitung beginnt beim Passo di Angeloga

#### Über die Vedretta dello Stella
Diese Route wird im Winter mit Ski begangen.
- Ausgangspunkt: Staumauer Lago di Lei, wie oben
- via: Alpe Mottala, Vallone dello Stella, auf der Höhe des Stellino-Gipfels die Terrasse in der Gletschermitte queren, die folgende Spaltenzone ostseits vermeiden.
- Schwierigkeit: WS
- Zeitaufwand: 6 Stunden (3 ½ Stunden von Alpe Mottala)

#### Durch die Südostflanke
- Ausgangspunkt: Staumauer Lago di Lei, wie oben
- via: Alpe Mottala Richtung Passo di Lei bis zu P. 2450 m, danach westwärts zu P. 3000 auf dem Südgrat
- Schwierigkeit: L
- Zeitaufwand: 6 ¼ Stunden (3 ¾ Stunden von Alpe Mottala)

#### Über den Südostgrat
- Ausgangspunkt: Borgonuovo di Piuro (ca. 420 m s.l.m.) oder Staumauer Lago di Lei, wie oben
- via: Vom Passo di Lei nach Südwesten absteigen zu P. 2790, nordwärts zum Vorgipfel 2959 m s.l.m., via Blockgrat zu einem weiteren Gipfel, zum schuttbedeckten Südgrat absteigen, von dort aus mit wenigen Kletterstellen zum Gipfel.
- Schwierigkeit: L
- Zeitaufwand: 7 ½ Stunden von Borgonuovo oder 7 ¼ Stunden vom Lago di Lei (2 Stunden vom Passo di Lei)

## Galerie

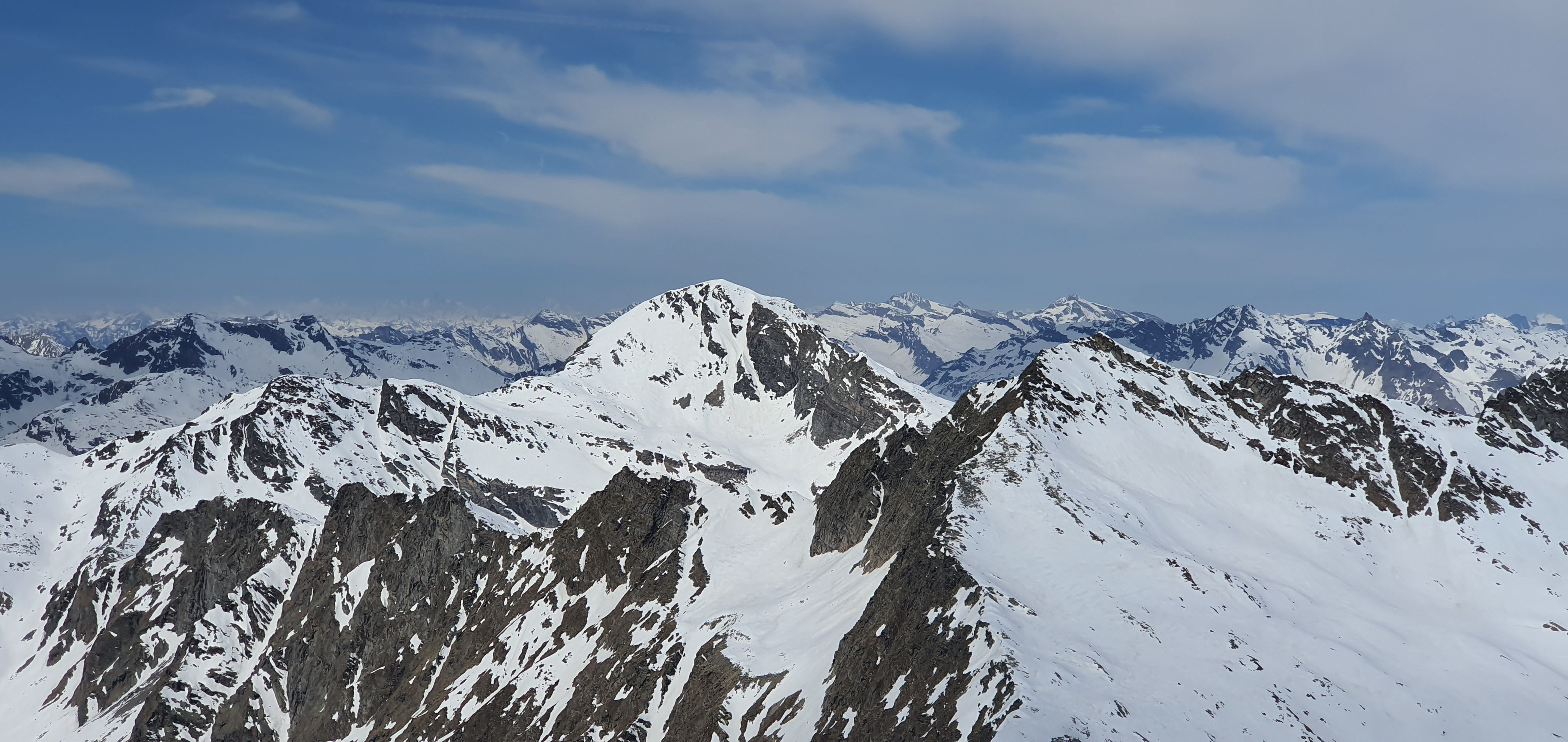
Die breite Gipfelpyramide des Pizzo Stella, vom Pizz Gallagiun aus aufgenommen (für Annotationen der einzelnen Berge aufs Bild klicken).
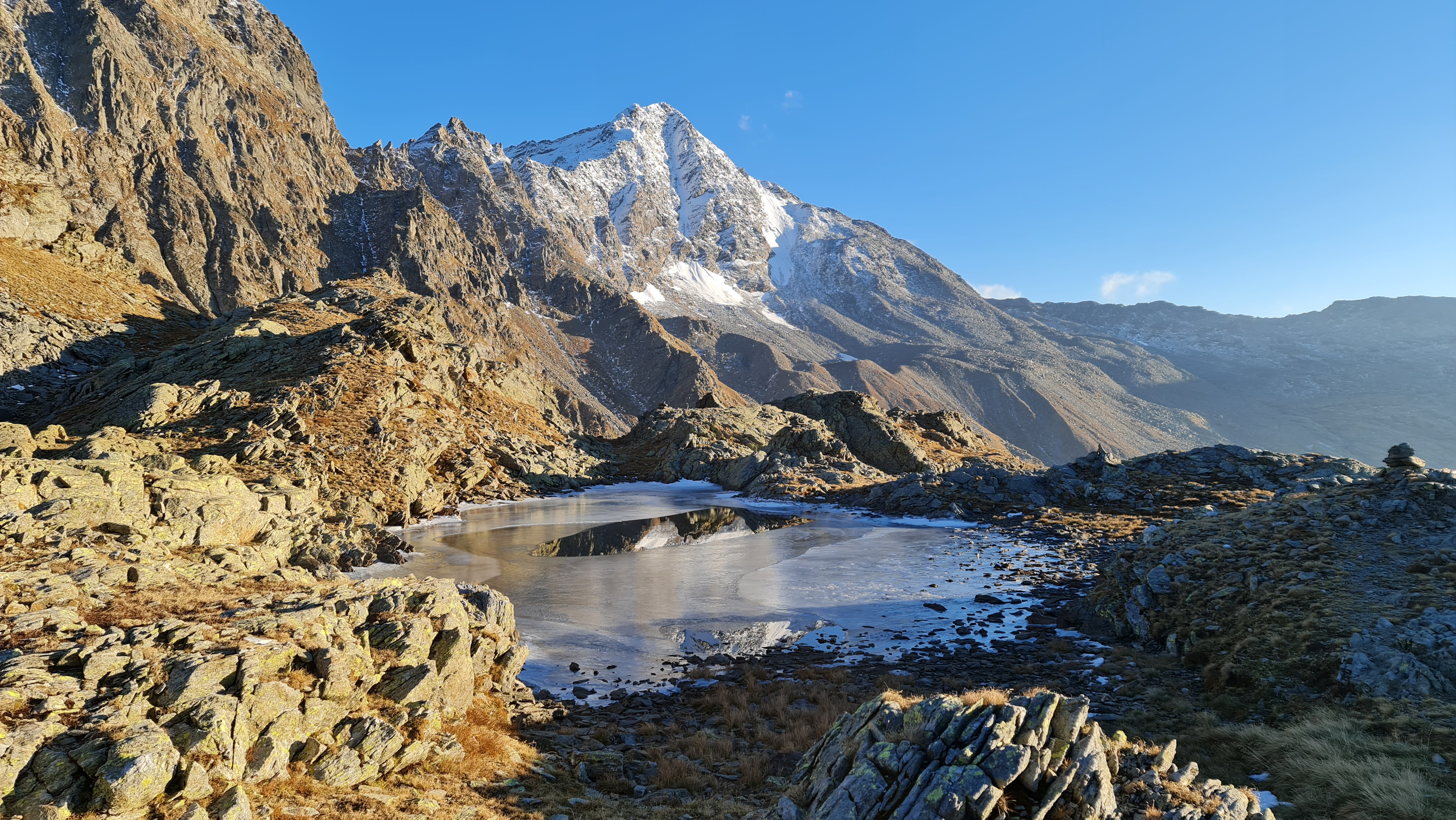
Pizzo Stella, vom Passo di Angeloga aus betrachtet.
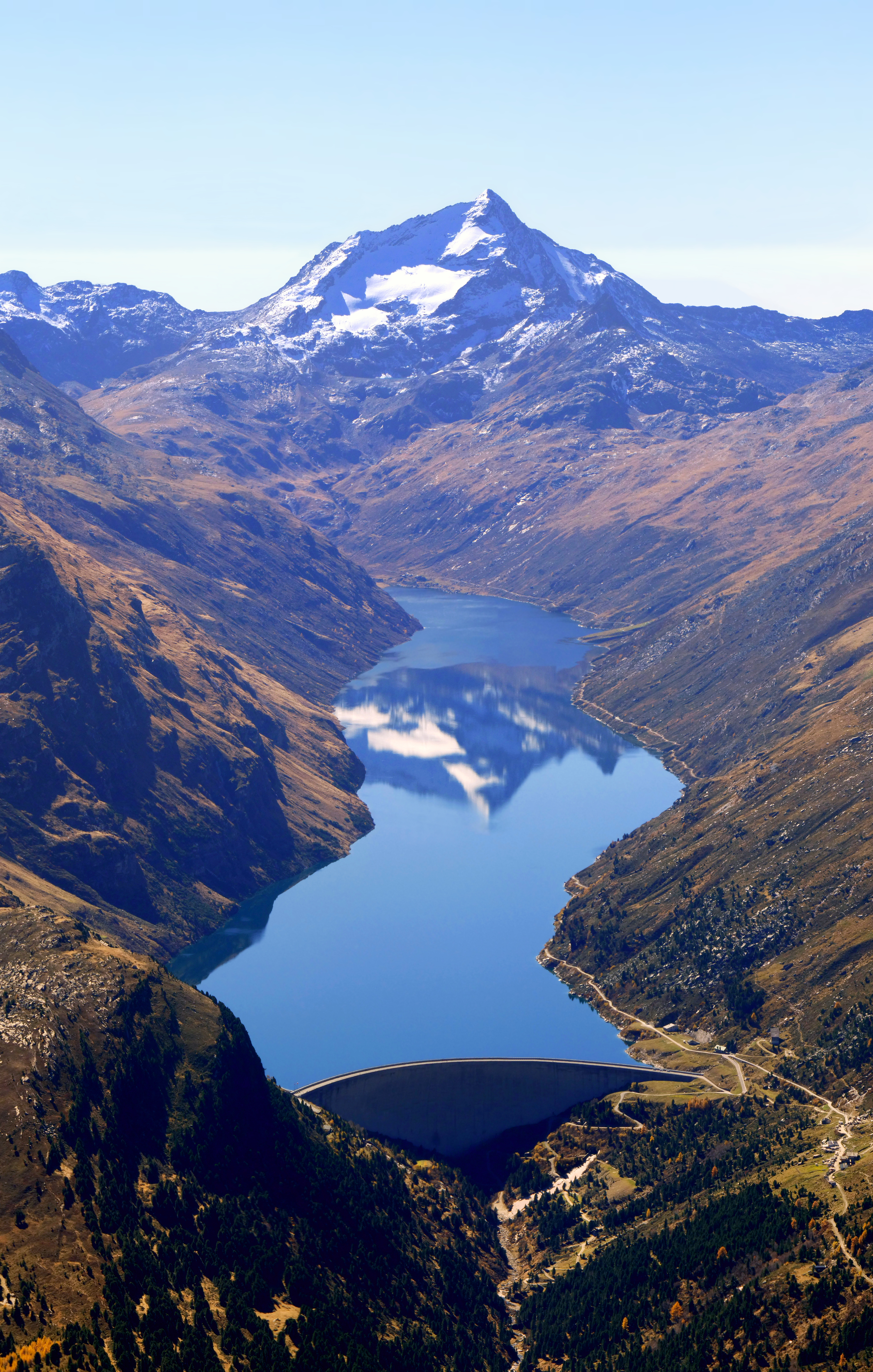
Vom Piz Grisch aus fotografiert: Pizzo Stella und der Lago di Lei.
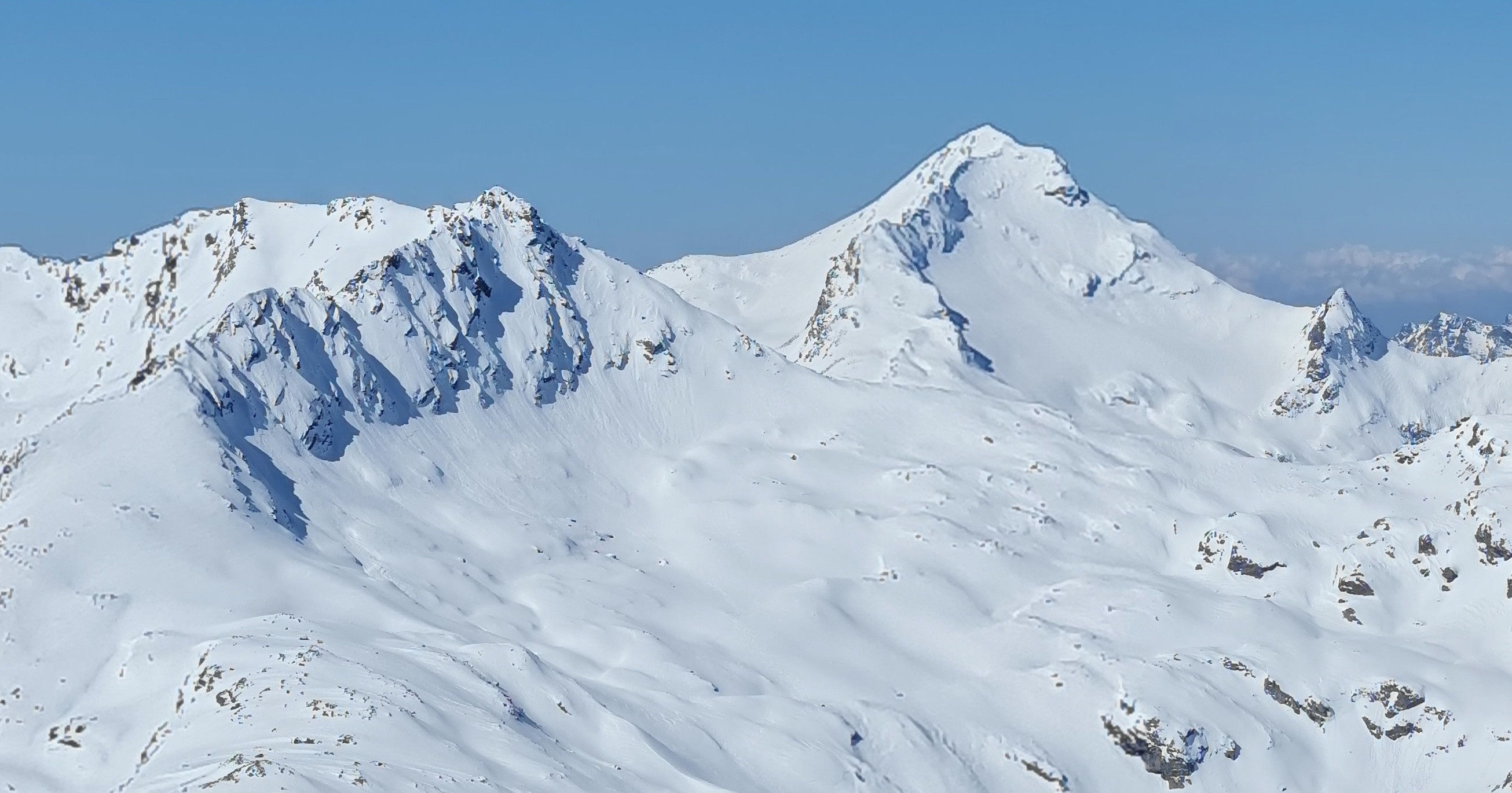
Piz Bles (l.) und Pizzo Stella, vom Tscheischhorn aus betrachtet.
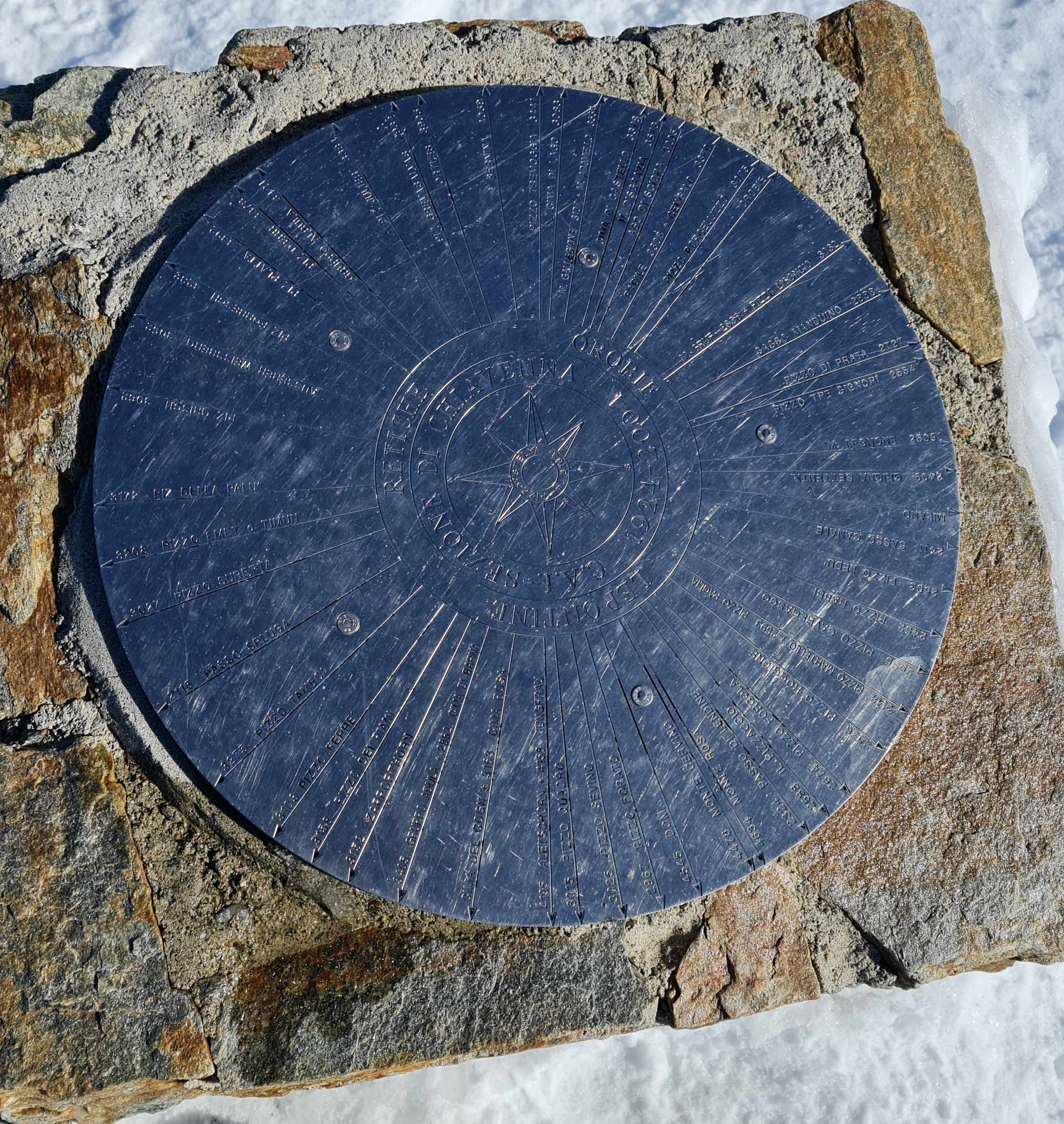
Richtungsrose neben dem Gipfelkreuz.